# The Love Bug
『the Love Bug』（ザ・ラヴ・バグ）は、日本の音楽グループであるm-floの16枚目のシングル（m-flo loves BoA 名義）。2004年3月17日発売。

## 解説
- m-flo loves Who? 第3弾として、韓国出身の歌手BoAをフィーチャリングしている。
- コピーコントロールCD。
- 「the Love Bug」はスラングで「胸キュン」という意味。
- BoAのアルバム『LOVE & HONESTY』（2004年）に収録されている「SOME DAY ONE DAY feat. VERBAL (m-flo)」において、m-flo の Next Vo. がBoAであると予告されている。
- 本シングルに未収録の「the Love Bug」のInstrumentalバージョンはアナログ版に収録されている。
- ベースラインはSylvia Striplinのアルバム『Give Me Your Love』のタイトル曲を引用している。
- 2014年3月26日発売、m-flo DJ MIX CD『EDM-FLO』に、新たに中田ヤスタカがリミックスを手掛けた「the Love Bug -Yasutaka Nakata (CAPSULE) Remix-」が収録されている。

## 収録曲
1. the Love Bug
2. the Love Bug（Big Bug NYC Remix）
3. the Love Bug（covered by BAGDAD CAFE THE trench town）

## カバー
- YU-A（2009年、アルバム『m-flo TRIBUTE 〜maison de m-flo〜』）